# 軍事博物館駅
軍事博物館駅（ぐんじはくぶつかん-えき）は、中華人民共和国北京市海淀区に位置する、北京地下鉄の駅。

## 乗り入れ路線
1号線と9号線の2路線が乗り入れる。
2012年12月30日の北京地下鉄9号線・国家図書館駅-北京西駅間の開通時、当駅にも9号線の駅が設置される予定であったものの乗り換え通路が完成せず列車は当駅を通過していたが、2013年12月21日に工事が完成し乗換駅となった。

## 歴史
- 1969年10月1日 - 1号線の駅が開業。ただし、乗車できるのは公務員のみだった。
- 1977年 - 一般市民に開放。
- 1980年 - 外国人も使用可能になった。
- 2013年12月21日 - 9号線の駅が開業し乗り換え駅となる。

## 駅構造

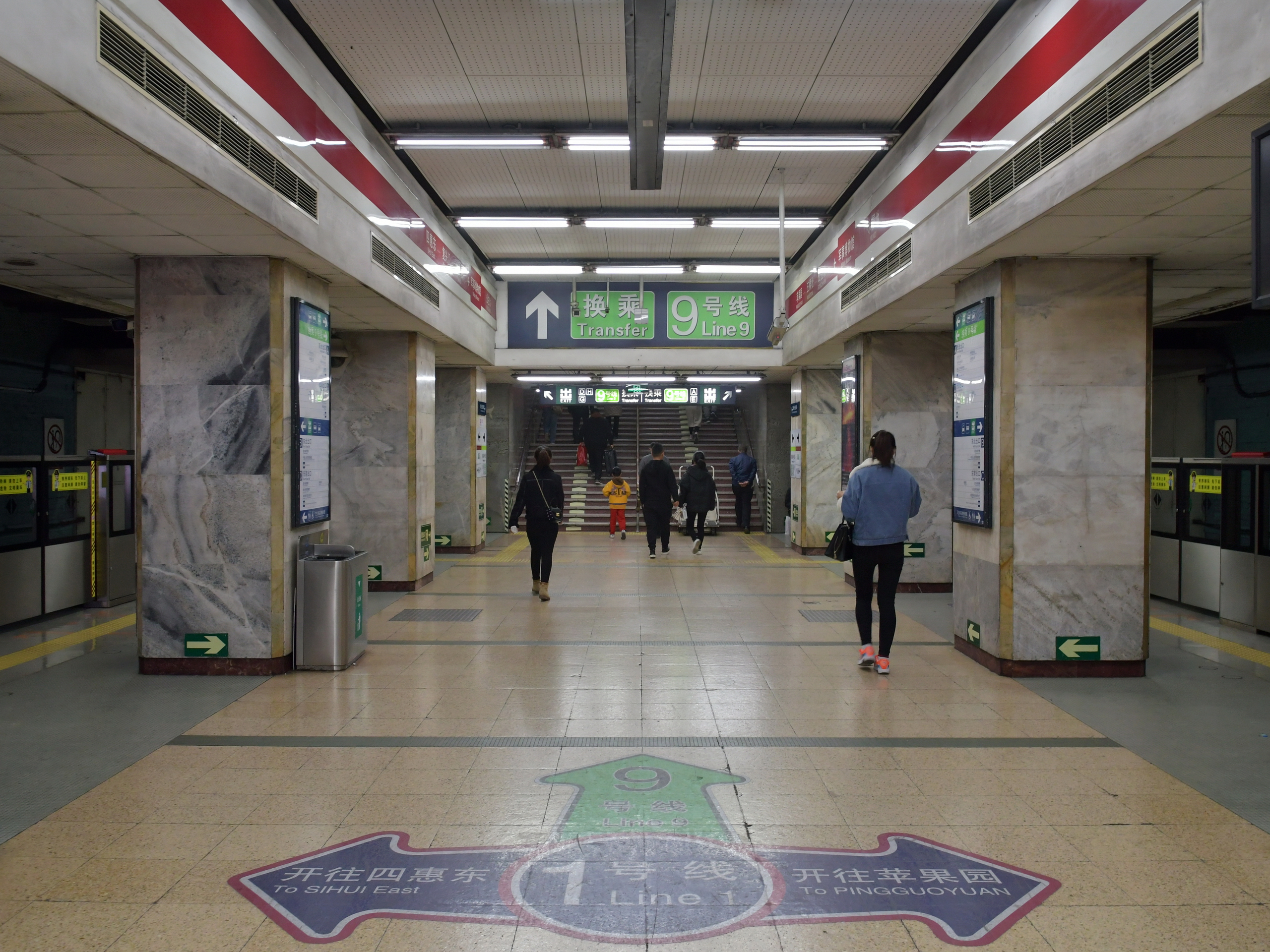
1号線ホーム

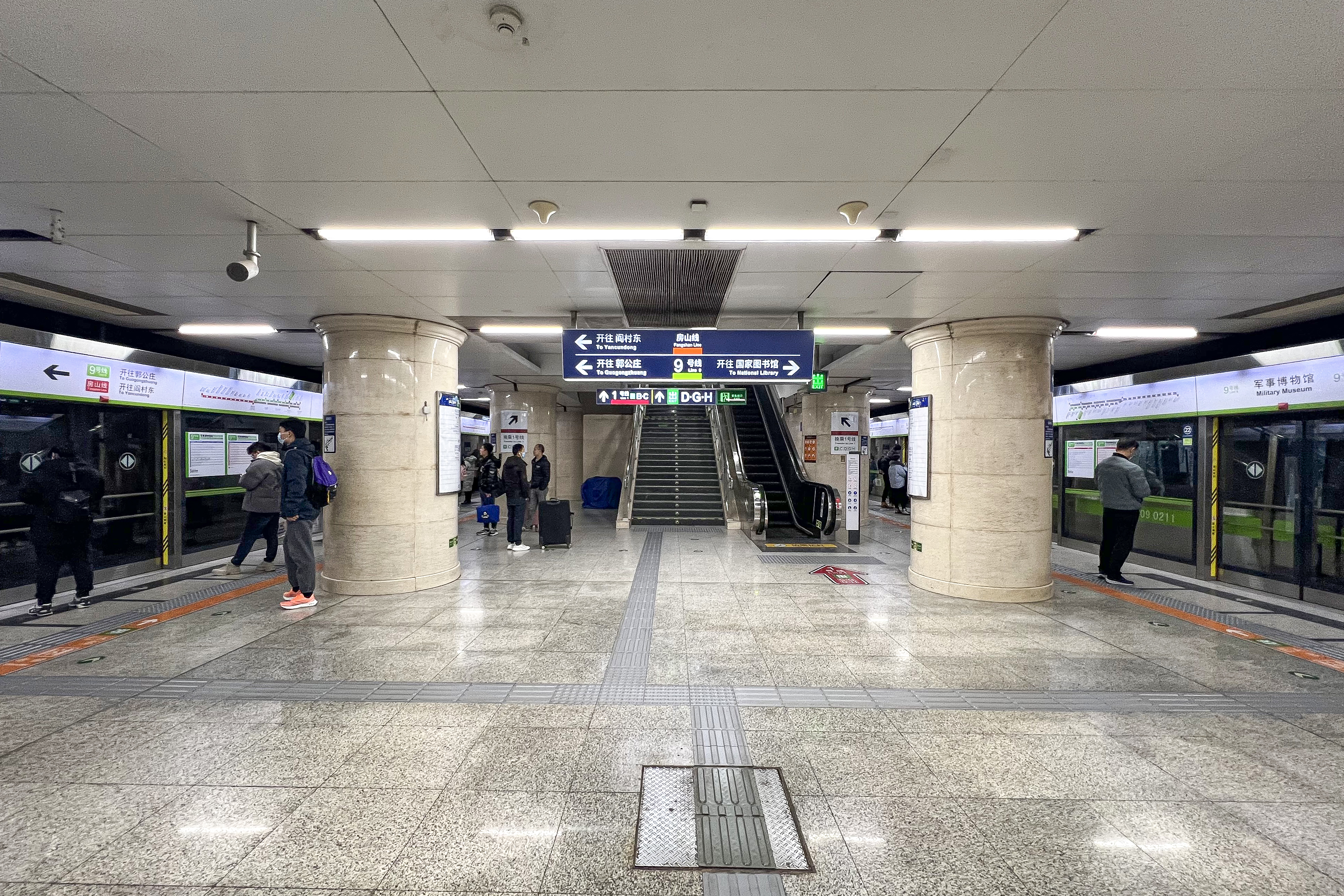
9号線ホーム

地下駅。1号線の駅施設は復興路（東西方向）の地下、9号線の駅施設は1号線の西端、軍博西路-羊坊店路（南北方向）の地下に位置し、T字の形をしている。
1号線は地下1階が改札階、地下2階がホーム階となっている。ホームは島式1面2線を有しており、可動式ホーム柵が設けられている。
9号線は地下2階が改札階、地下3階がホーム階となっている。ホームは島式1面2線を有しており、フルスクリーンタイプのホームドアが設けられている。

### のりば
両路線ともに案内上ののりば番号は設定されていない。
| 1号線ホーム (B2F) | 1号線ホーム (B2F) | 1号線ホーム (B2F)              |
| ----------------- | ----------------- | ------------------------------ |
| 西方向            | 1号線             | 公主墳・八角遊楽園・苹果園方面 |
| 東方向            | 1号線             | 復興門・王府井・四恵東方面     |
| 9号線ホーム (B3F) |                   |                                |
| 北方向            | 9号線             | 白堆子・国家図書館方面         |
| 南方向            | 9号線             | 北京西駅・郭公荘方面           |

## 駅周辺
- 中国鉄路総公司
- 中国人民革命軍事博物館
- 中国中央電視台
- 中華人民共和国国家税務総局（中国語版）
- 北京玉淵潭中学
- 中華世紀壇
- 中国鋁業公司
- 中国有色工程設計研究総院
- 中国工程院
- 中国科技会堂（中国語版）
- 北京市鉄路局
- 梅地亜中心
- 中央電視台彩色電視中心（中国語版）
- 京西賓館（中国語版）

## 隣の駅
北京地下鉄
 1号線
公主墳駅 - 軍事博物館駅 - 木樨地駅
 9号線
白堆子駅 - 軍事博物館駅 - 北京西駅